# اتو هرشمان
اتو هرشمان (انگلیسی: Otto Herschmann؛ ۴ ژانویهٔ ۱۸۷۷ – ۱۴ ژوئن ۱۹۴۲) یک ورزش شنا، و وکیل اهل اتریش بود.